# 缪斯之殿

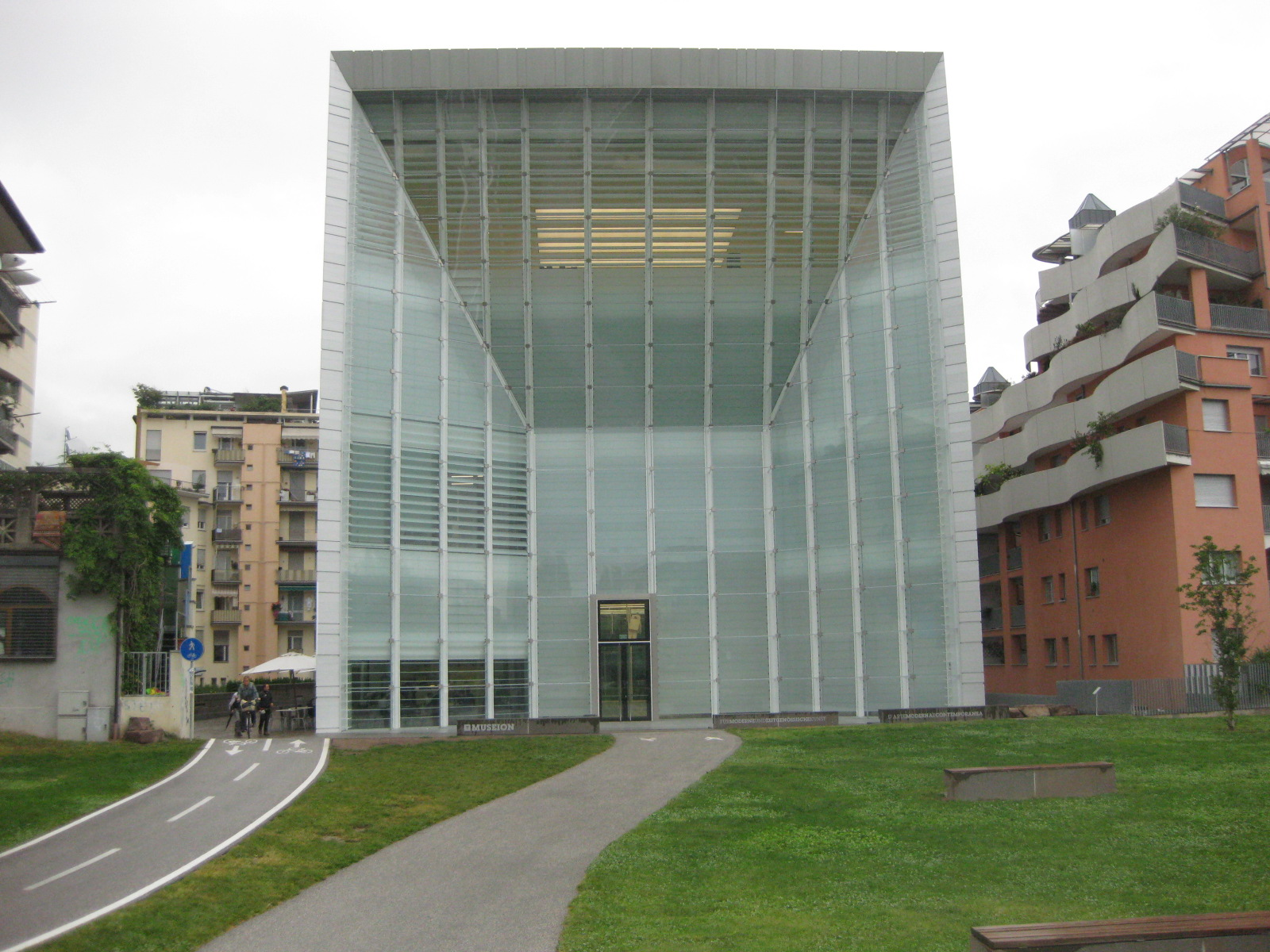
面向塔尔弗河的博尔扎诺缪斯之殿立面

缪斯之殿（Museion，源于希腊语 μουσείον）是意大利南蒂罗尔博尔扎诺的现代和当代艺术博物馆。
它始建于1985年。2008年5月24日，缪斯之殿在博尔扎诺中心新址向公众开放。 

## 收藏
缪斯之殿目前拥有4500件艺术作品，国际和当地的艺术家作品均有。。